# 毛記電視第一屆十大勁曲金曲分獎典禮
毛記電視十大勁曲金曲分獎典禮（英語：TV Most Ten Big Ging Cook Gum Cook Awards Distribution）由毛記電視主辦，第一屆於2016年舉辦、並由Shell冠名贊助。是次分獎禮以惡搞無綫電視舉辦的勁歌金曲頒獎典禮為主，號稱「一晚『分』發超過三千個獎項」，是頒發最多獎項的樂壇頒獎典禮。2016年1月11日於伊利沙伯體育館舉行，由now香港台作獨家現場直播，並由群眾自發於多個港澳公共空間作實時轉播，包括香港的沙田大會堂外露天廣場、中環郵政總局外、西營盤正街、美孚橋底空地及澳門新澳門學社總部；此外，在Youtube上亦有頻道直播本次分獎典禮。
分獎典禮是由毛記電視節目《勁曲金曲》衍生而出的一個綜藝表演節目，以二次原創方式改編歌曲歌詞諷刺時弊。

## 售賣門票
門票於2015年12月11日早上10時開始於城市電腦售票網公開發售，10分鐘內全部售罄。

## 分發獎項

### 最受毛毛歡迎觀眾
- 現場觀眾（合共逾3,000位，成功達到分發3,000個獎項的要求，獎座實際為設計成獎座形狀的活動場刊）

### 亞太區最受毛毛歡迎觀眾大獎
- 真‧方健儀[4]

### 十大勁曲金曲獎
| 排名     | 歌曲                                | 主唱                                         | 強行填詞 | 原曲                       | 作曲              | 填詞   |
| -------- | ----------------------------------- | -------------------------------------------- | -------- | -------------------------- | ----------------- | ------ |
| 曲金曲獎 | 〈亞視永恆〉 （页面存档备份，存于） | 真‧河國榮                                    | 毛振強   | 〈愛是永恆〉張學友         | Dick Lee          | 林振強 |
| 第二位   | 〈北韓海闊天空〉                    | 真‧陳奐仁                                    | 黃偉毛   | 〈海闊天空〉Beyond         | 黃家駒            | 黃家駒 |
| 第三位   | 〈明張目膽〉                        | 真‧何韻詩                                    | 黃偉毛   | 〈明目張膽〉何韻詩         | 張佳添@宇宙大爆炸 | 黃偉文 |
| 第四位   | 〈中東與綜〉                        | 真‧方健儀                                    | 毛夕     | 〈風箏與風〉Twins          | 伍樂城            | 林夕   |
| 第五位   | 〈羞家BABY〉                        | FF的s （東方昇、吳檸儁、55555家謙、Dickson） | Celine毛 | 〈Sugar Baby〉FFx          | Selina            | Selina |
| 第六位   | 〈想搭很難〉                        | 真‧張崇基、張崇德                            | 毛夕     | 〈相愛很難〉張學友、梅艷芳 | 陳輝陽            | 林夕   |
| 第七位   | 〈中女羅生門〉                      | 真‧葉蘊儀 featuring 專家Dickson              | 黃偉毛   | 〈羅生門〉麥浚龍、謝安琪   | 伍樂城            | 黃偉文 |
| 第八位   | 〈越癌越愛〉                        | 盤菜瑩子                                     | 張美毛   | 〈越難越愛〉吳若希         | 徐洛鏘            | 張美賢 |
| 第九位   | 〈胸追人〉                          | 真‧王宗堯                                    | 毛夕     | 〈傷追人〉古巨基           | 側田@On Your Mark | 林夕   |
| 第十位   | 〈終身習武〉                        | 真‧鄭融                                      | 梁勵毛   | 〈終生學習〉鄭融           | 謝杰              | 梁勵文 |

### 香港區最受歡迎組合
- 繁忙兒童合唱團（真‧熊熊兒童合唱團[4][5]）
  - 演繹歌曲：〈Sir來了〉（原曲：〈狼來了〉楊千嬅）、〈測無驗〉（原曲：〈鍾無艷〉謝安琪）、〈喇沙，真的愛你〉（原曲：〈真的愛你〉Beyond）、〈完咗暑假〉（原曲：〈全身暑假〉容祖兒）、〈補充練習無間做〉[6]（原曲：〈無間道〉劉德華、梁朝偉）

### 最受Gatsby歡迎廣告歌曲大獎
| 歌曲           | 主唱      | 強行填詞 | 原曲               | 作曲   | 填詞 |
| -------------- | --------- | -------- | ------------------ | ------ | ---- |
| 〈畀女飛正傳〉 | 真‧林海峰 | 毛夕     | 〈飛女正傳〉楊千嬅 | 蔡德才 | 林夕 |

### 最受Shell歡迎廣告歌曲大獎
| 歌曲         | 主唱      | 強行填詞 | 原曲             | 作曲   | 填詞 |
| ------------ | --------- | -------- | ---------------- | ------ | ---- |
| 〈幾好相與〉 | 真‧盧海鵬 | 大美     | 〈幾許風雨〉羅文 | 秋世鎬 | 小美 |

### 大紫荊分獎
- 真‧俞琤[4]

### 一台聯頒傳媒大獎
- 真‧何韻詩[4]
  - 演繹歌曲：〈廢鐵是怎樣煉成的〉（原曲：〈鋼鐵是怎樣煉成的〉何韻詩）

### 香港區最受歡迎女歌星
- 真‧方健儀[4]
  - 演繹歌曲：〈婚姻背後〉（原曲：〈婚紗背後〉徐小鳳）

### 香港區最受歡迎男歌星
- 真‧河國榮[4]
  - 演繹歌曲：〈真‧香港地〉(ft. MC仁)（原曲：〈香港地〉陳冠希）

## 媒體播放

### 官方直播
- Now香港台 及 Now觀星台（獨家現場直播）

### 「強行轉播」
因節目安排於收費電視台作直播，部分網民選擇於網上直播平台（如YouTube作非法轉播），亦有公眾團體使用香港及澳門各個公共空間放置大型屏幕及投影機作公共轉播。上述非正式途徑收看方法被通稱為「強行轉播」

## 外部連結
- 第一屆十大勁曲金曲分獎典禮 真‧足本重溫